# Fundación César Manrique

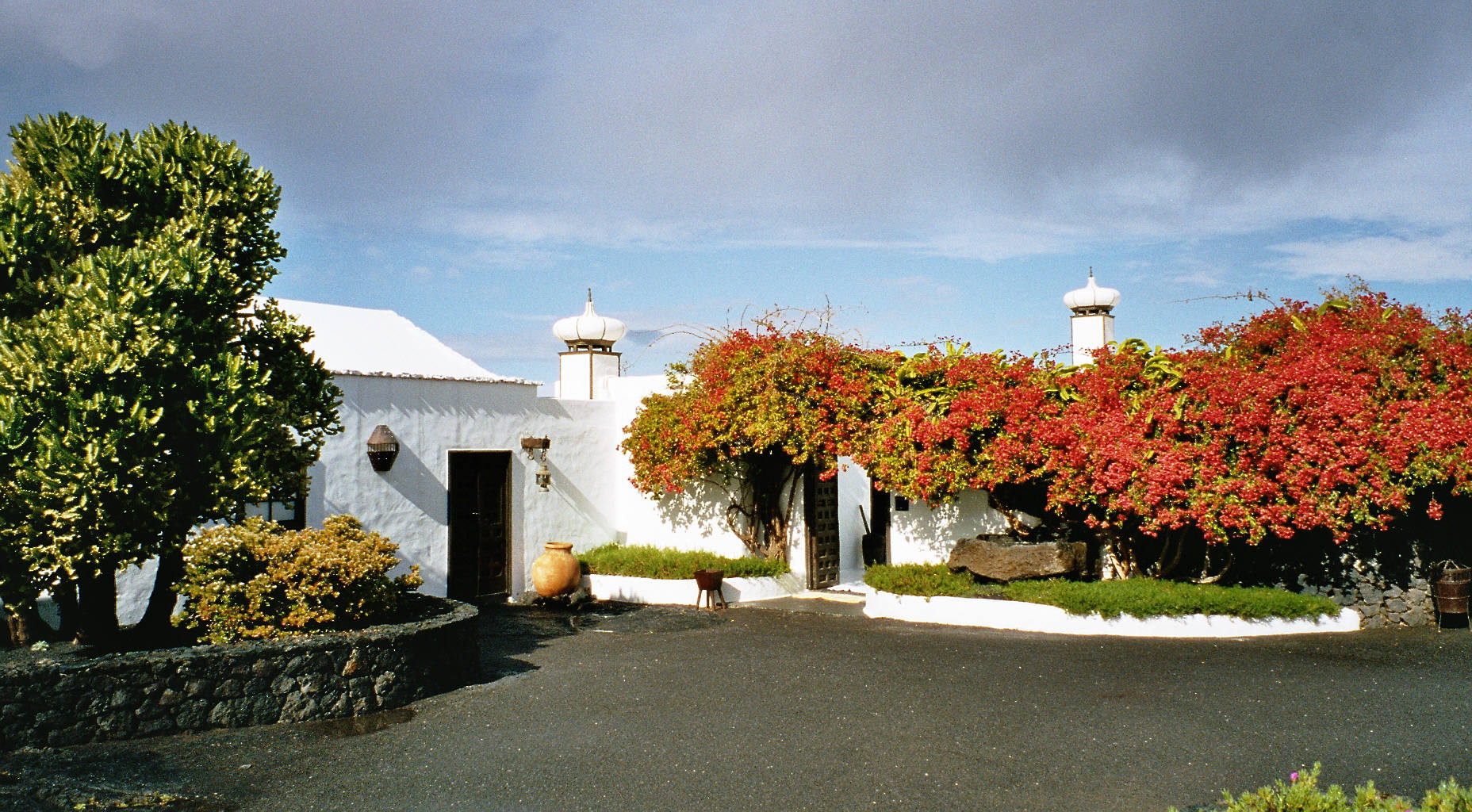
Eingangsbereich

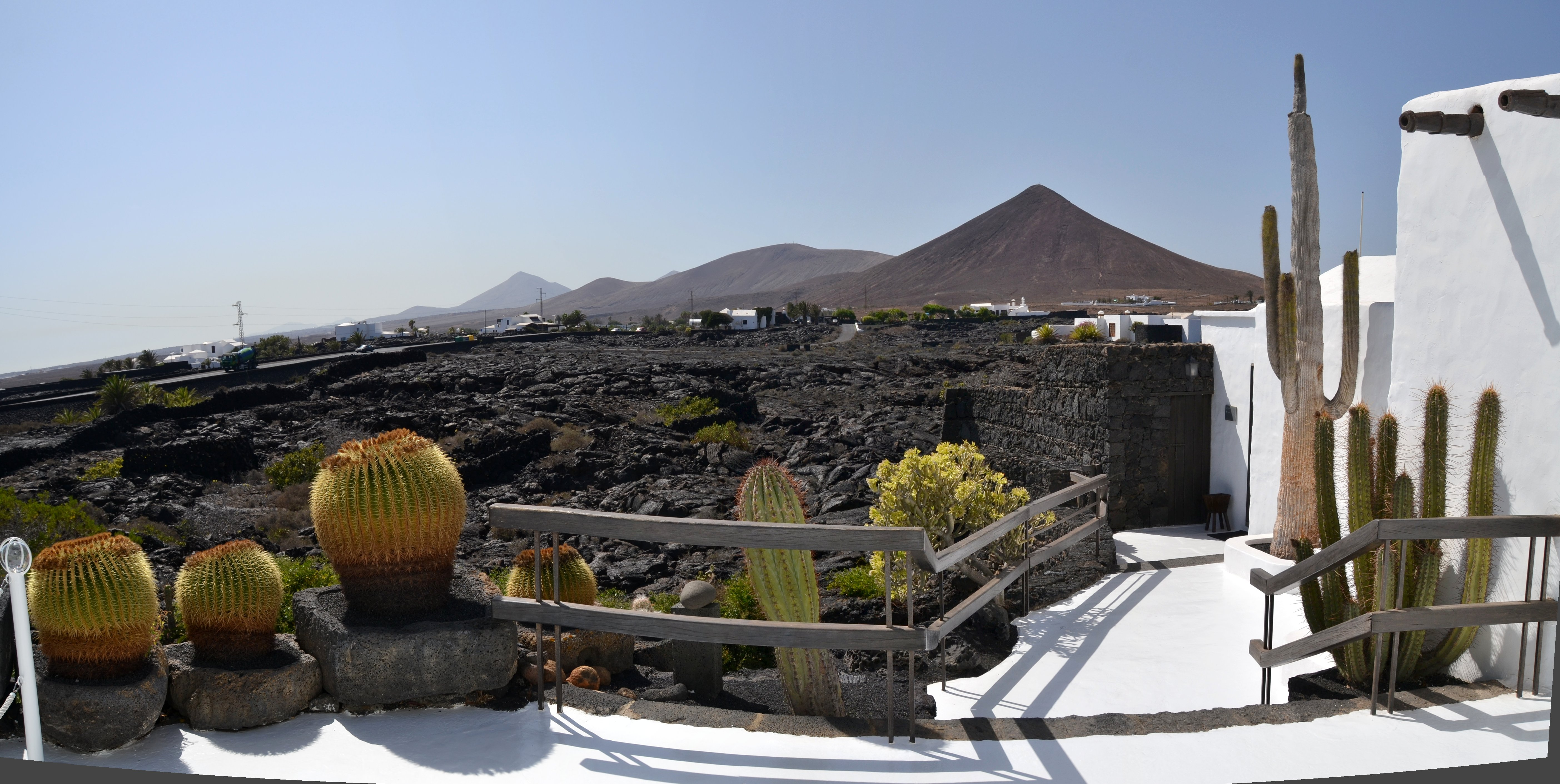
Außenterrasse Blick nach Westen

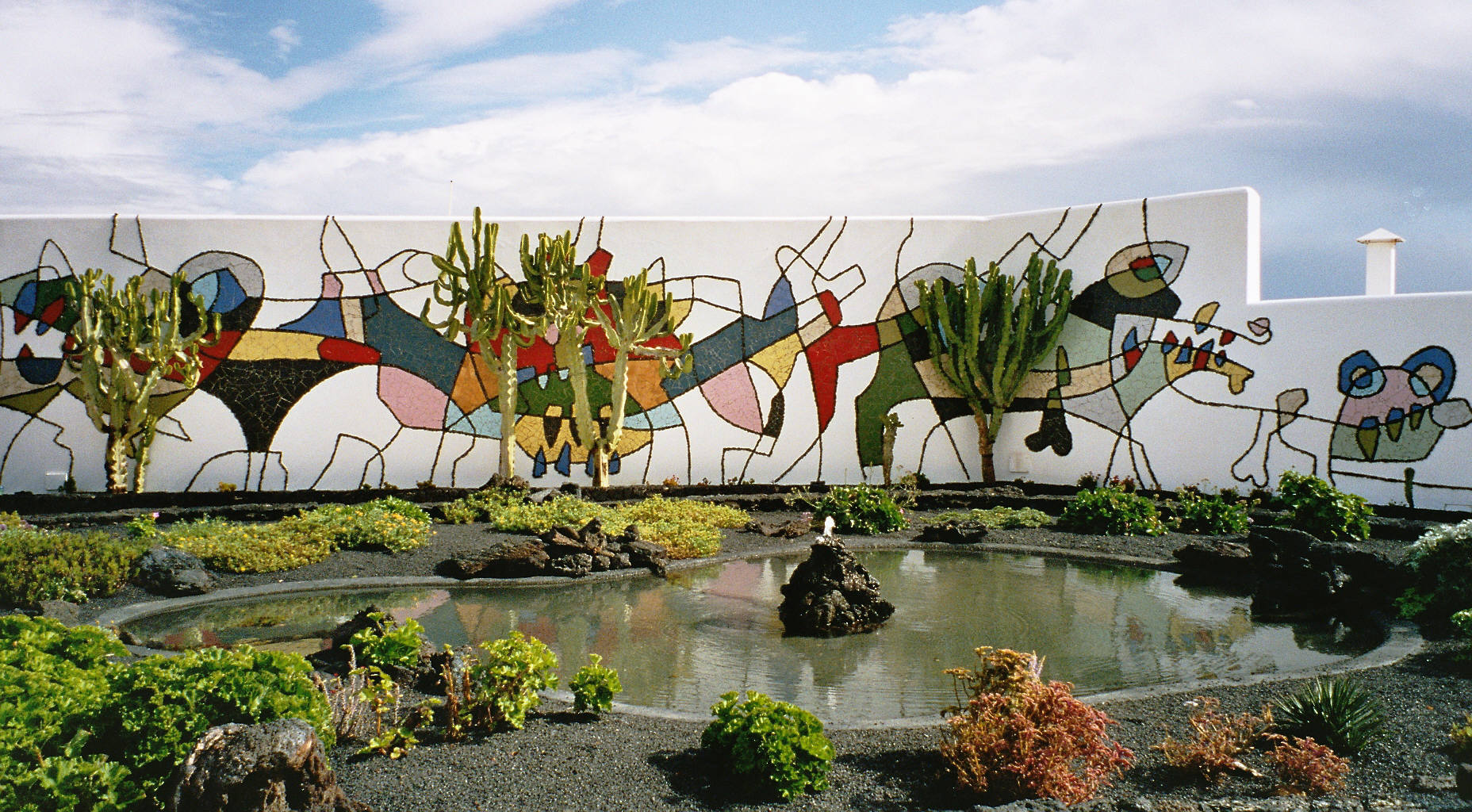
Wandgemälde im Garten

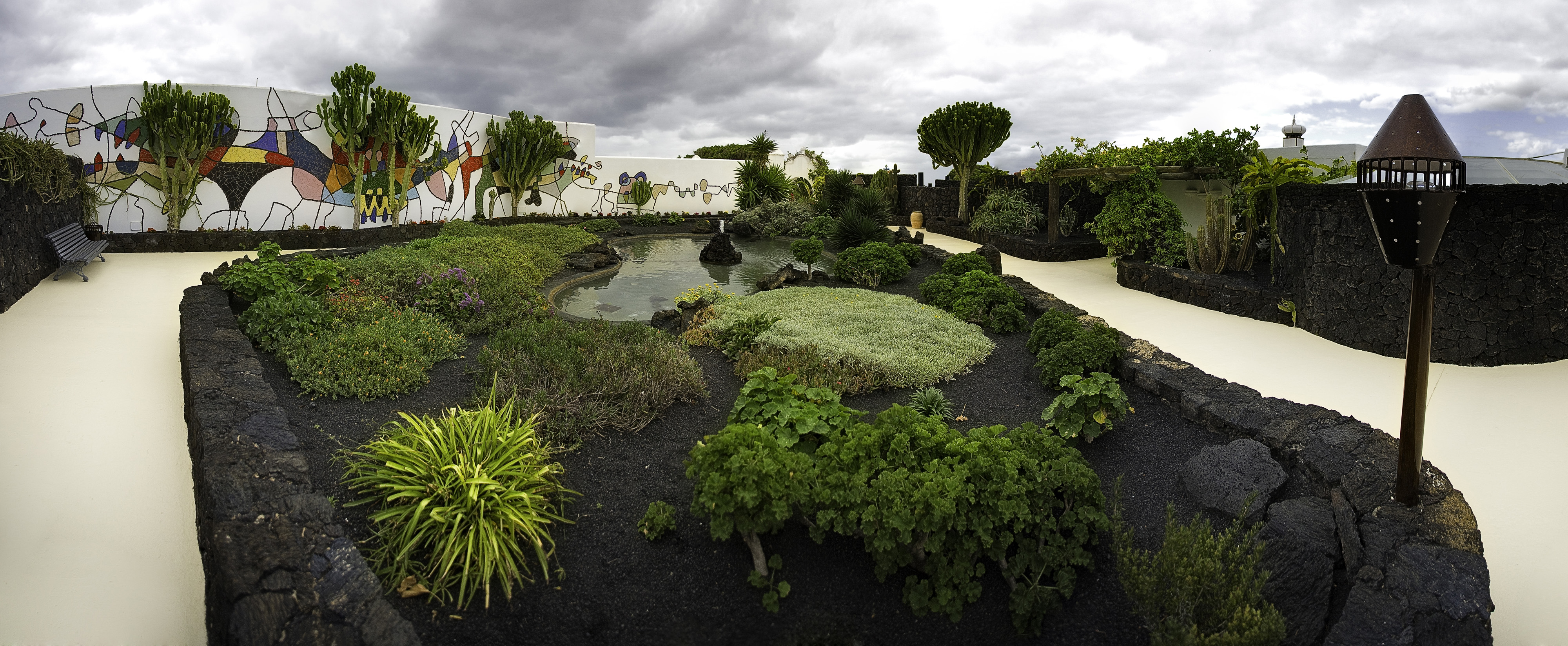
Innenhof

Zentraler Ausstellungsraum

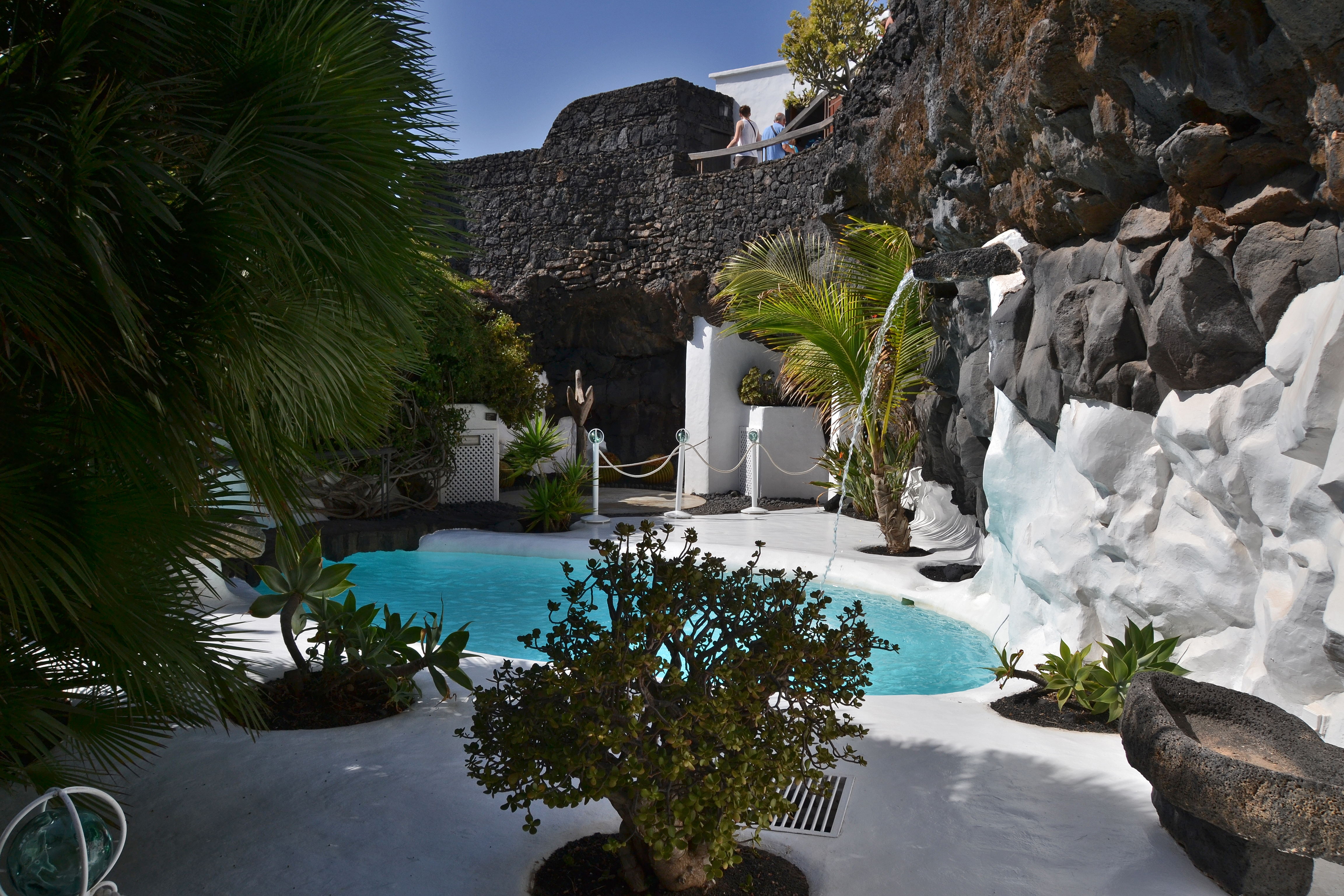
Lavagarten mit Pool

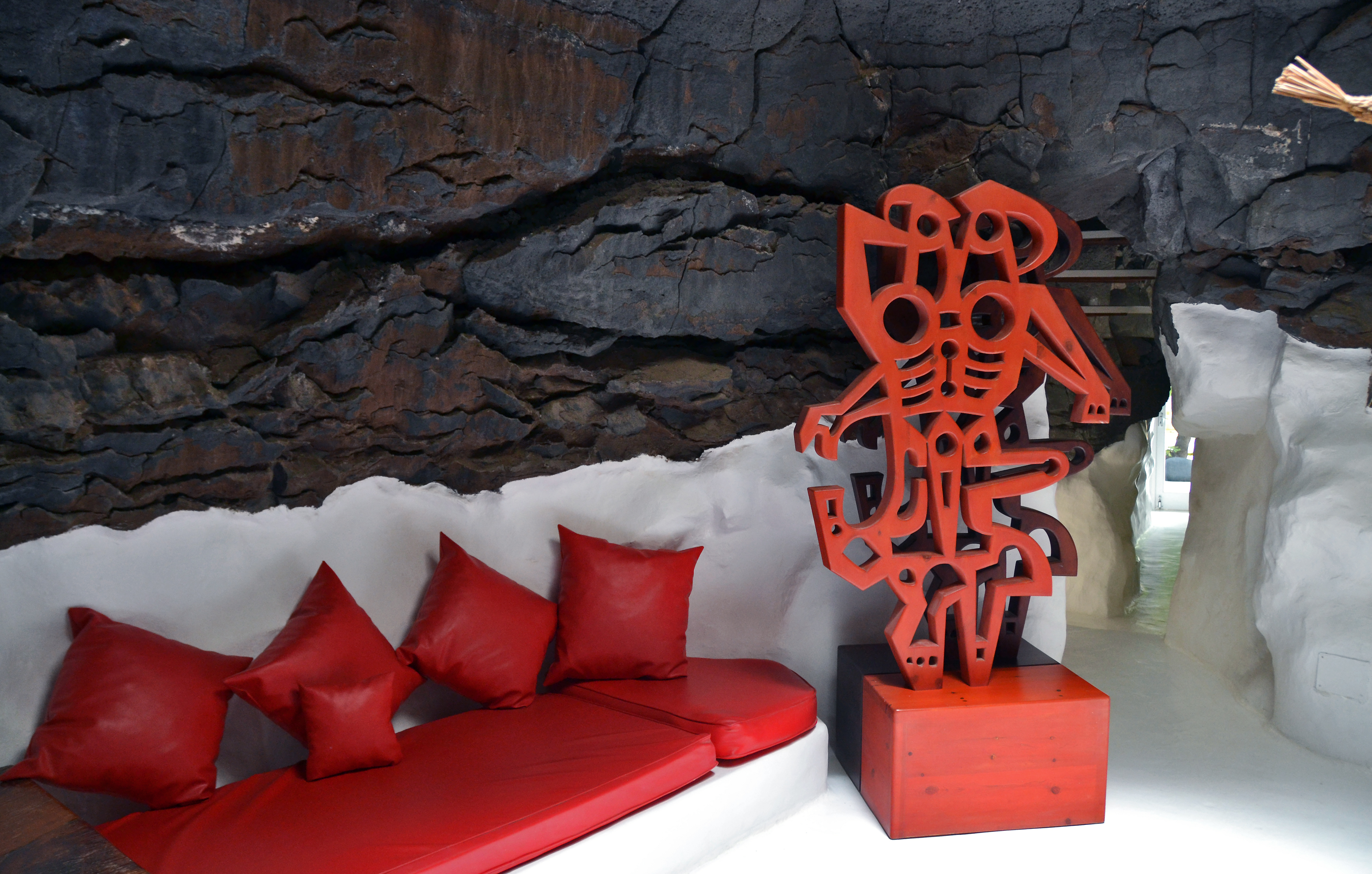
Der Rote Salon in einer der Lavablasen

Die Fundación César Manrique (Stiftung César Manrique) befindet sich im ehemaligen Wohnhaus des Künstlers in Tahiche, einem Ort in der Gemeinde Teguise, geographisch etwa in der Mitte der zu Spanien gehörenden Kanarischen Insel Lanzarote, seiner Heimatinsel.

## Zweck
Die Stiftung ist von Manrique und einer Gruppe von Freunden 1982 gegründet und im März 1992 offiziell eingeweiht worden. Bei der Stiftung handelt es sich um eine private, kulturelle Stiftung, die sich finanziell selbst trägt, keinen Erwerbszweck verfolgt, und aus dem Auftrag der Förderung und Verbreitung der künstlerischen Tätigkeit und ihrem natürlichen und kulturellen Umfeld entstand. Um ihren Zielen gerecht zu werden, entwickelt die Manrique-Stiftung Austauschprogramme im Bereich Kunst, Umwelt und Kultur. Die Stiftung ist nicht nur als Forum für Ausstellungen, sondern auch für Studien und Debatten gedacht. Sie befasst sich mit der Erhaltung, Erforschung und Verbreitung des Gesamtwerks Manriques.
Grundlegende Bestimmung des Gebäudes ist heute das Museum. Der Umbau dahingehend ist in seiner Gesamtheit von Manrique selbst geleitet worden. Es wurden Wände und Innenräume zur Ausstellung von Bildern und Skulpturen angepasst. Die beiden Stockwerke wurden 1992 mit einer Außentreppe aus Basalt verbunden, um einen Rundgang für Besucher herzustellen. Der Garten mit Weiher und dem Wandgemälde ist von Winter 1991 bis Frühjahr 1992 geschaffen worden. Das Museum beherbergt die zeitgenössische Sammlung der Stiftung, sowie eine Sammlung zeitgenössischer, kanarischer Kunst. Am Ausgang ist eine ausgedehnte Sammlung seines malerischen Werkes „Colección Manrique“ zu bewundern.

## Gebäudebeschreibung
Die Stiftung ist heute im Haus des Künstlers und den dazugehörigen Wirtschaftsgebäuden untergebracht. Der gesamte Komplex ist von Manrique selbst umgestaltet worden, um ihn an seine neue Funktion eines Museums anzupassen. Das Haus steht auf einem 30.000 m² großen Grundstück, das sich über einem Lavastrom erstreckt, der von den Vulkanausbrüchen von 1730 bis 1736 stammt. Das Gebäude ist über fünf großen, vulkanischen Blasen errichtet worden und besteht aus zwei Stockwerken. Die Wohnfläche beträgt 1800 m², dazu kommen 1200 m² Terrassen und Garten und 2900 m² Parkplatz.
Am oberen Stockwerk ist die herkömmliche Architektur Lanzarotes zu erkennen. Hinzugefügt wurden moderne Elemente, wie weite Glasflächen und großzügige Freiräume. Hier waren früher Wohnzimmer, Küche (heute das grafische Werk), ein Aufenthaltsraum, der Saal „Epacios“, ein Gästezimmer, das Schlafzimmer Manriques (heute „Bocetos“-Saal) sowie ein Badezimmer mit integrierten Grünflächen. Das untere Stockwerk erstreckt sich über fünf natürliche Vulkanblasen, die durch Höhlengänge miteinander verbunden wurden. Dort gibt es unter anderem einen Erholungsbereich, ein Schwimmbecken sowie eine kleine Tanzfläche mit typischer Vegetation. Das ehemalige Atelier des Malers kann dort besichtigt werden. Eine Bar und ein Geschäft befinden sich in ehemaligen Garagen.